# 퀸엘리자베스 제도

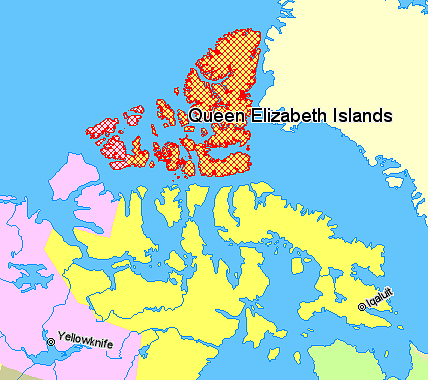
퀸엘리자베스 제도의 위치

퀸엘리자베스 제도(Queen Elizabeth Islands)는 캐나다 북부 노스웨스트 준주와 누나부트 준주의 북쪽 북극해 연안의 섬무리이다.
세계에서 10번째로 큰 엘즈미어섬을 비롯, 여러 큰 섬이 위치한다. 전체 면적은 418,961 km2이다. 1953년, 캐나다의 군주인 엘리자베스 2세의 이름을 따서 이름붙여졌다.
그리고, 이 제도에는 사람이 전혀 살지 않는 지역이 더 많다.

## 주요 섬
- 데번섬
- 매킨지킹섬
- 멜빌섬
- 배서스트섬
- 액슬하이버그섬
- 엘러프링네스섬
- 엘즈미어섬
- 콘월섬
- 콘월리스섬
- 프린스패트릭섬